# Clopton Bridge
Cloptonov most (angleško Clopton Bridge) je poznosrednjeveški zidani ločni most s 14 koničastimi loki, ki stoji v Stratford-upon-Avonu v Angliji in se razteza čez reko Avon ter jo prečka na mestu, kjer je bila reka v saških časih prehodna, in kar je mestu dalo ime. Most je še vedno v uporabi in vodi cesto A3400 čez reko in je na spomeniško zavarovan I. stopnje.
Most je bil zgrajen okoli leta 1484, financiral pa ga je Hugh Clopton iz Clopton House, ki je kasneje postal lord župan Londona. Nadomestil je leseni most, ki je bil prvič omenjen leta 1235 in ki ga je John Leland opisal kot »most iz lesa in brez nasipa, da bi prišel do njega, zelo smaulle in ille, in na visokem vode zelo težko prehoden«.
Dva loka sta bila obnovljena leta 1524. Most je bil znova popravljen leta 1588 po poplavi in leta 1642, ko je bil lok uničen, da bi blokiral vojsko Oliverja Cromwella. Leta 1696 je bil zbran denar za povišanje parapetov, ki so bili ponekod nizki le štiri centimetre. Most je bil leta 1811 razširjen na severni strani (gorvodno), leta 1814 pa je bil dozidan deseterostranski stolp mitnice. Leta 1827 je bila na severni strani dodana litoželezna brv.
John Leland je opisal most kot:
velik in razkošen most na Avonu v East Endu Towne, ki ima 14 velikih kamnitih lokov in dolg Causey iz kamna, nizko obzidan na vsaki strani, na West Endu mostu.
Most je zdaj uvrščen na seznam stavb I. stopnje in je načrtovan starodavni spomenik.